# 12409 Букованська
12409 Букованська (12409 Bukovanská) — астероїд головного поясу.
Тіссеранів параметр щодо Юпітера — 3,488.